# Пу, Клифф
Клиффорд (Клифф) Пу (англ. Clifford "Cliff" Pu; 3 июня 1998, Норт-Йорк, Онтарио) — канадский хоккеист, нападающий.

## Клубная карьера
Воспитанник канадского хоккея. В 2014 году на драфте юниорской лиги OHL был выбран в первом раунде под 16-м номером клубом «Ошава Дженералз». 1 января 2015 года был обменян в «Лондон Найтс», где провёл три года. В сезоне 2016/17 стал лучшим снайпером своего клуба, набрав 86 очков (35+51). 3 января 2018 года был обменян в «Кингстон Фронтенакс» и играл на юниорском уровне до конца сезона. Всего в лиге OHL за четыре сезона сыграл 232 матча в регулярном чемпионате, в которых набрал 210 очков (80+130); в плей-офф — 52 матча и 37 очков (14+23). В сезоне 2014/15 вызывался в юниорскую сборную Канады (до 17 лет, «чёрный состав») для участия в Мировом кубке вызова.
На драфте НХЛ 2016 года был выбран в 3-м раунде под общим 69-м номером клубом «Баффало Сейбрз». Подписал профессиональный контракт с клубом 23 октября 2017 года на три года. В августе 2018 года был обменян в «Каролина Харрикейнз» и был отправлен в фарм-клуб, выступающий в AHL — «Шарлотт Чекерс», а позднее — в «Флорида Эверблэйдз», игравший в ECHL. 25 февраля 2019 года права на игрока были обменяны клубу «Флорида Пантерз», а 8 октября 2020 года — клубу «Коламбус Блю Джекетс», при этом игрок продолжал выступать за разные клубы в AHL и ECHL. В 2021 году «Коламбус» отпустил его как свободного агента.
В августе 2021 года сообщалось о том, что Пу подписал контракт с австрийским клубом «Вена Кэпиталз», однако за этот клуб он не играл. В октябре 2021 года игрок перешёл в «Куньлунь Ред Стар», выступающий в КХЛ. 11 января 2023 года Пу сделал свой первый хет-трик в КХЛ, забив три гола в ворота минского «Динамо» (6:2).